# Rijad al-Salihin
Rijad al-Salihin je militantna islamistična teroristična skupina, ki se bori za osamosvojitev Čečenije izpod Rusije. Ustanovljena je bila oktobra 1999 kot Izvidniški in sabotažni bataljon čečenskih mučenikov Rijad al-Salihin z namenom izvajanja sabotažnih in samomorilskih akcij proti ruskim in proruskim čečenskim predstavnikom. Po letu 2004 je skupina prenehajala obstajati oz. prenehala je izvajati teroristične napade.
Ponovno je bila ustanovljena leta 2009 kot Brigada mučenikov Rijad al-Salihin; njen ustanovitelj je bil Dokka Umarov.

## Delovanje
Najmanj 33 teroristov, ki so se predstavili kot pripadniki skupine Riad al-Salihin (med katerimi so bile tudi čečenske črne vdove) je 1. septembra 2004 vdrlo v osnovno šolo v severnoosetinskem mestu Beslan med proslavo prvega šolskega dne in zajelo več kot 1.200 ljudi. 3. septembra so poskušali pobegniti nekateri talci, kar je privedlo do splošnega streljanja in napada ruskih posebnih enot (OMON) ter vojske na šolo. V bojih, ki so izbruhnili potem, je umrlo 27 teroristov (od tega je bilo 10 Arabcev in več kot 250 talcev. Ranjenih je bilo več kot 700 ljudi.
Nazadnje je skupina prevzela odgovornost za atentat na ruskega častnika in vojnega zločina Jurija Budanova, ki je bil 10. junija 2011 ubit v Moskvi.